# Il venditore di uccelli (film 1935)
Il venditore di uccelli (Der Vogelhändler) è un film del 1935 diretto da E.W. Emo.

## Produzione
Il film fu prodotto dalla compagnia berlinese Majestic-Film GmbH.

## Distribuzione
Distribuito dalla Tobis-Sascha Film-Vertrieb, uscì nelle sale cinematografiche tedesche il 26 settembre 1935. In Italia, distribuito dalla E.N.I.C. in una versione di 2.018 metri, ottenne nel luglio 1936 il visto di censura 29259.